# Certalinos
Certalinos (Certallini) é uma tribo de coleópteros da subfamília Cerambycinae, que compreende 34 espécies distribuídas em oito gêneros.

## Sistemática
- Ordem Coleoptera
  - Subordem Polyphaga
    - Infraordem Cucujiformia
      - Superfamília Chrysomeloidea
        - Família Cerambycidae
          - Subfamília Cerambycinae
            - Tribo Certallini
              - Gênero Brachytria
              - Gênero Certallum
              - Gênero Hadimus
              - Gênero Obrida
              - Gênero Omophaena
              - Gênero Pempsamacra
              - Gênero Pytheus
              - Gênero Titurius